# Amerikanska drömmen

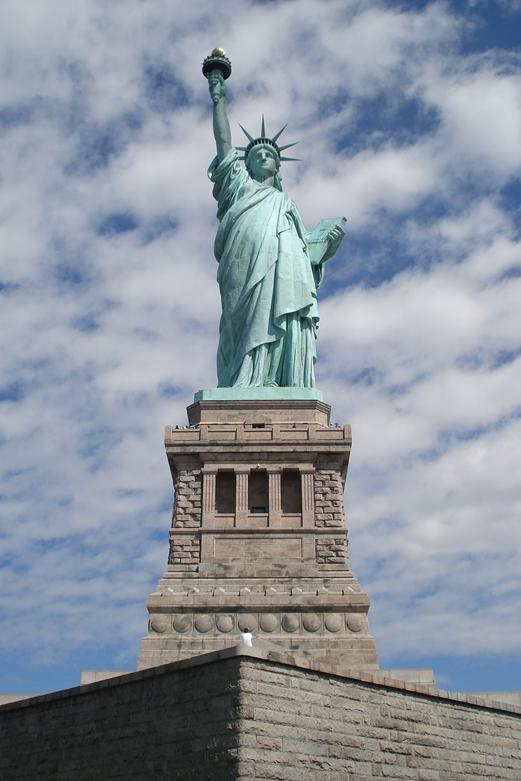
Frihetsstatyn.

Amerikanska drömmen (engelska: The American Dream) är en sorts amerikanskt nationalethos, termen bär således på ett flertal betydelser. Det vanligaste innebörden är dock föreställningen om att alla medborgare och invånare i USA ska kunna bli framgångsrika inom något, oavsett vilken samhällsklass de tillhör. Vissa har en snävare tanke och menar att de kan tjäna mer pengar i USA än i sina tidigare länder, andra förknippar det med utbildningsmöjligheter för barn. Andra menar möjligheten att få vara en medborgare/invånare som slipper utstå att få nackdelar på grund av sin samhällsklass, att vara rasifierad, eller exempelvis homosexuell. Under Amerikas drygt 200 år långa historia har det funnits kritik mot detta nationaletos. Vissa kritiker har pekat ut att USAs fokus på individualism, kapital och konsumtion har resulterat i en bristande samhällelig solidaritet och då särskillt mellan lönearbetare. 2015 var fortfarande enbart 10.5% av amerikanska lönearbetare anslutna till ett fackförbund. Den amerikanska drömmen har också kritiserats för att släta över de bristfälliga levnadsförhållandena som många amerikaner faktiskt lever i, särskilt då i relation till det arv som det amerikanska slaveriet och folkmorden mot ursprungsamerikanerna fört med sig.

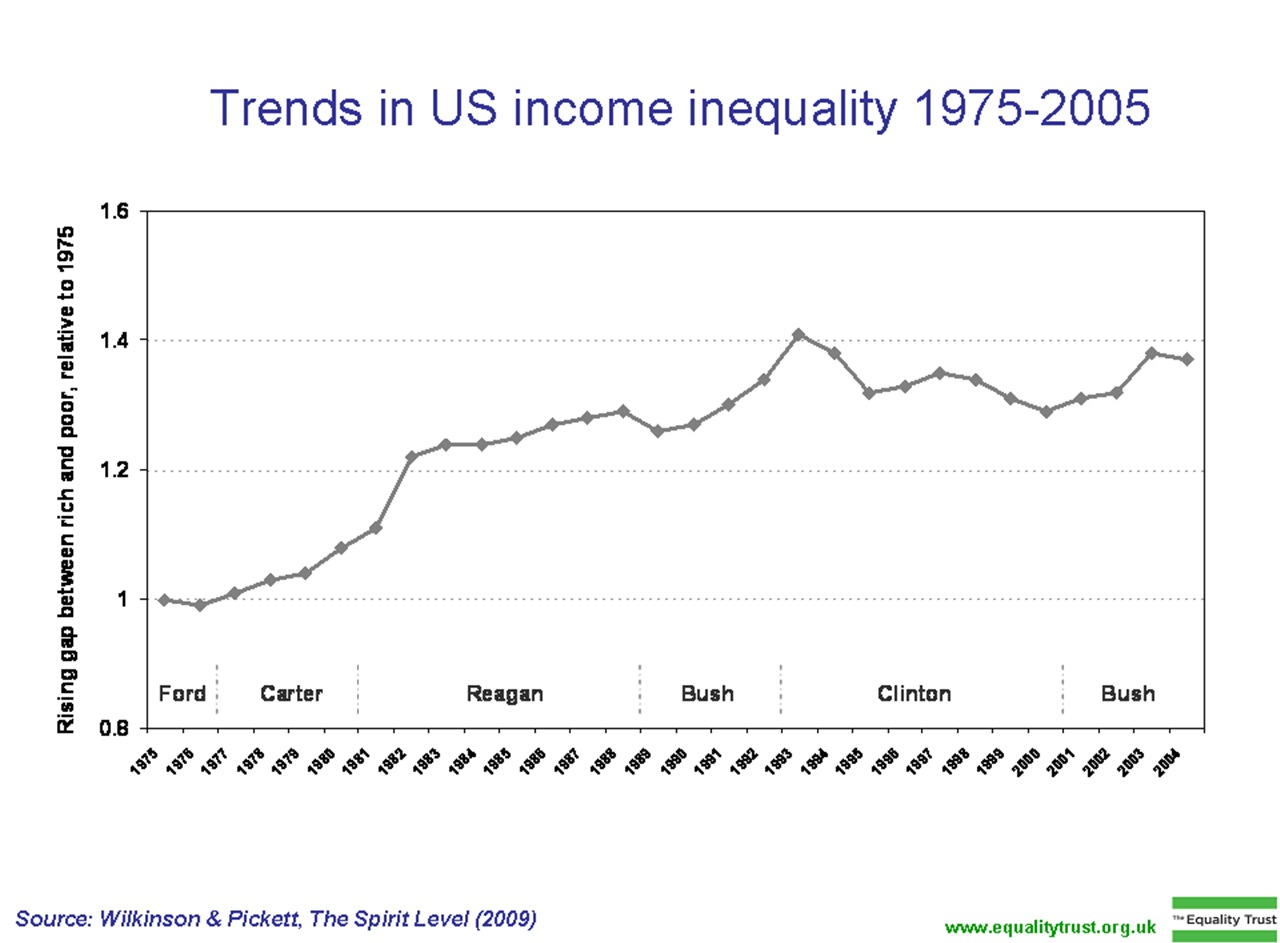
Från 1975-2005 ökade ojämlikheten i USA stadigt

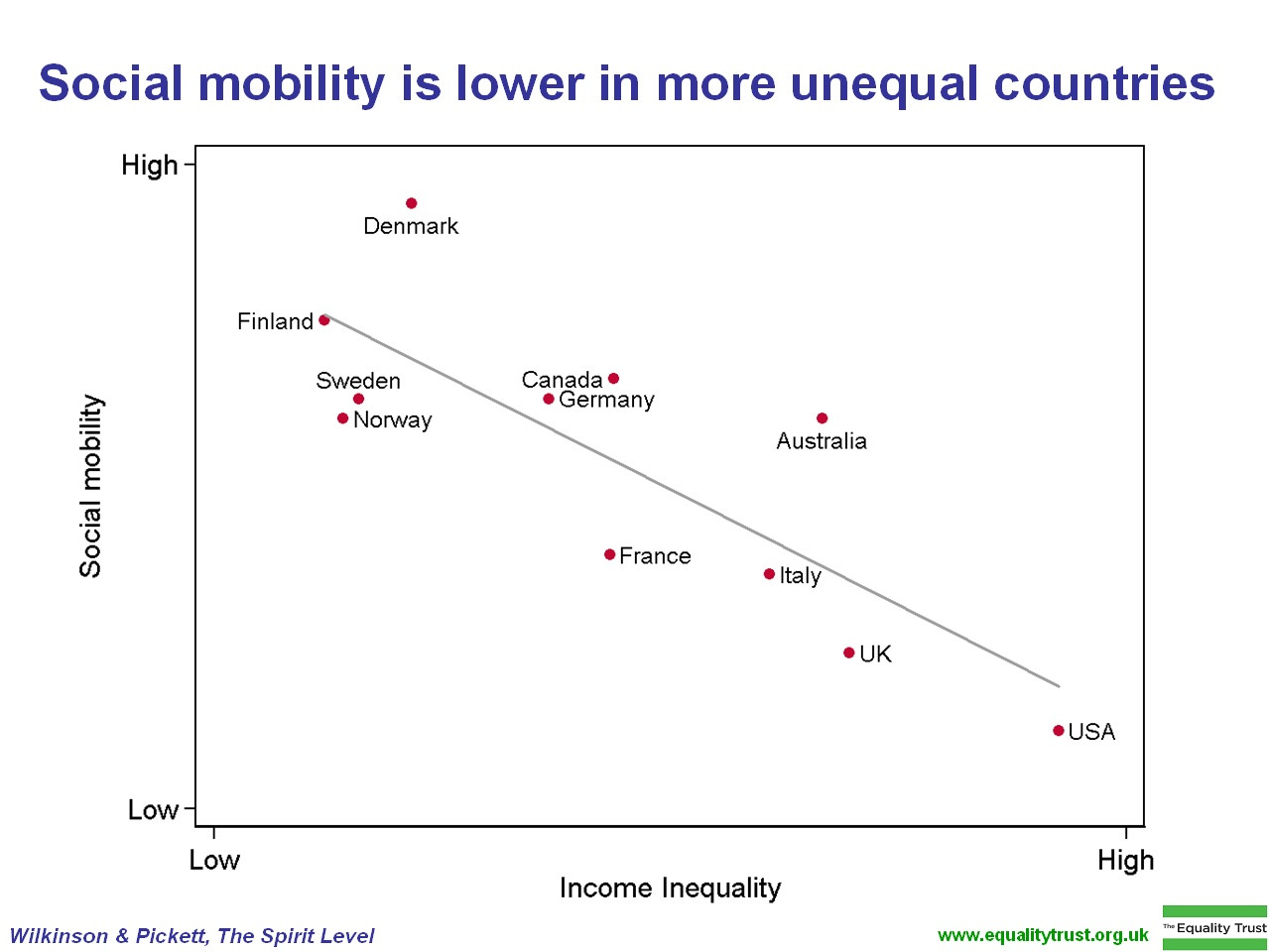
Den sociala rörligheten är lägre i länder med större ojämlikhet

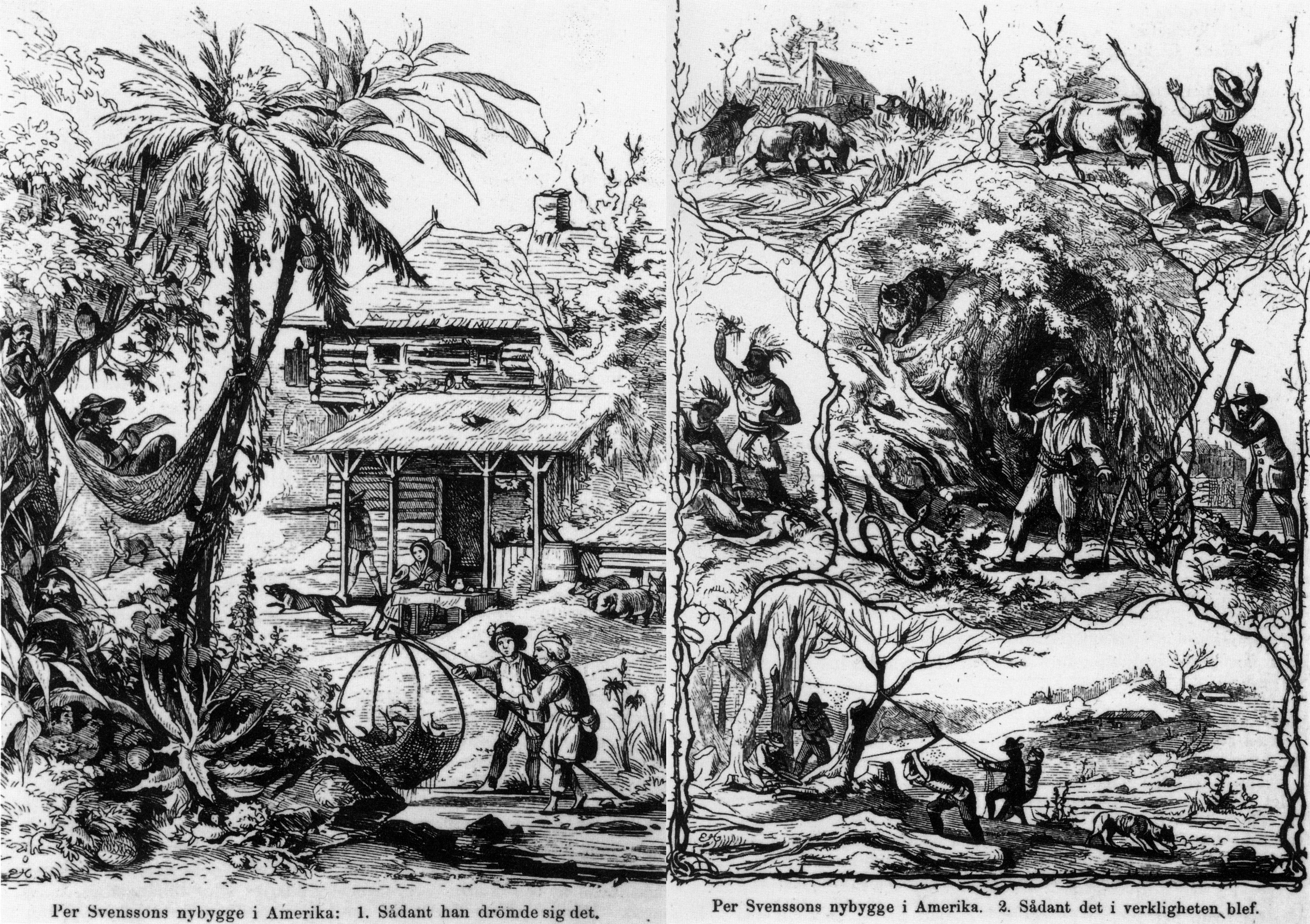
Svensk propaganda mot utvandringen från Sverige till Nordamerika.

Det finns empiriska bevis som visar på att den sociala rörligheten i USA har minskat och att ojämlikheten har ökat. Trots detta fann man i en opinionsmätning från 2020 att 54% av de vuxna i USA trodde att den amerikanska drömmen var inom räckhåll för dem, 28% trodde att de inte personligen kunde nå den amerikanska drömmen, medan 9% av befolkningen avfärdade idén helt.   
Yngre personer var dock inte lika troliga att tro på  den amerikanska drömmen som sina äldre gelikar.
Termen "American Dream" gjordes populär av James Truslow i hans bok The Epic of America (1931).

## Historia
Fram till och med 1800-talet syftade den amerikanska drömmen ofta på att européer begav sig över Atlanten till Nordamerika för att finna frihet och bättre levnadsvillkor. Den frihet européerna eftersökte handlade inte sällan om att göra sig fria från statens och kyrkans kontrollapparat, och de bättre levnadsvillkor som européerna eftersökte kunde ofta uppnås genom att ett liv i Nordamerika gav större möjligheter till en bättre inkomst. Bland annat fanns i Nordamerika, till skillnad från i Europa, ännu mycket obrukade jordbruksmark som européerna kunde bli ägare till för en billig peng, och skatterna här var låga.

## Begreppets förändrade betydelse
I takt med att Nordamerika fylldes på med människor från Europa och andra delar av världen under sent 1800-tal och tidigt 1900-tal blev möjligheten att komma över jordbruksmark för en billig peng svårare. Människor som anlände vid denna tid tog istället ofta anställning i någon av alla de fabriker växte fram. Några decennier senare föll den amerikanska ekonomin ner i en lång depression, välfärdsstaten byggdes ut, och USA ansågs alltmer fullt. Det gjordes nu svårare att invandra till USA, och ”den amerikanska drömmen” kom att gradvis ändra innebörd, från att syfta på invandrares möjlighet att förvärva frihet och jordbruksmark till att framöver generellt sett syfta på alla amerikanska medborgares möjlighet att nå sina drömmars mål genom hårt arbete.